# Phase Alternating Line

TV-system land för land; länder som använder PAL-systemet visas i blått.

Phase Alternate Line (PAL) är ett analogt TV-färgsystem för utsändning av TV i stora delar av världen. Andra vanligt förekommande analoga TV-system är SECAM och NTSC. 
Sverige övergick 2005 till DVB-T, men PAL används dock än idag i Sverige.
Denna sida behandlar i första hand färgkodningssystemet. För diskussioner om bildfrekvens, bildupplösning och ljudmodulation, se artiklarna om TV-system och analog TV. För diskussioner rörande 625-linjer / 25 rutor per sekund TV-standard, se 576i.

## Historia
På 1950-talet, när de västeuropeiska länderna planerade för att införa färg-TV, fick de brottas med problemet att NTSC uppvisade ett flertal svagheter, inklusive färgtonsskiftningar under dåliga mottagnings- och sändningsförhållanden, vilket gav systemet det komiska öknamnet ”Never The Same Color”. På grund av dessa svagheter påbörjades utvecklingen av SECAM- och PAL-standarderna. Målet var att erbjuda en färg-TV-standard för den europeiska bildfrekvensen 50 delbilder per sekund (50 Hertz), och hitta ett sätt att lösa problemen med NTSC.
PAL utvecklades av Walter Bruch vid Telefunken i Tyskland. Formatet presenterades 1963 och de första reguljära sändningarna började i Storbritannien 1964 och i Västtyskland 1967  även om BBC till en början använde sändningsstandarden, började man inte sända med färg förrän 1967. Telefunken PALcolor 708T var den första kommersiella PAL-TV-mottagaren. Den efterföljdes av Loewe S 920 & F 900.
Telefunken blev senare uppköpt av den franska elektroniktillverkaren Thomson SA. Thomson SA köpte även ”Compagnie Générale de Télévision” där Henri de France utvecklade SECAM, historiskt sett den första europeiska färg-TV-standarden. Thomson, idag Thomson, äger även RCA och licensierar PAL till andra tillverkare; Radio Corporation of America (RCA), företaget som ursprungligen utvecklade NTSC färg-TV-standarden innan Thomson blev involverat.
Termen PAL används ofta informellt för att hänvisa till ett 625-linjers/50 Hz (576i), TV-system, och för att särskilja det ifrån 525-linjers/60 Hz (480i) NTSC-systemet. DVD-skivor är ofta märkta antingen PAL eller NTSC vilket refererar informellt till linjeantalet och delbildsfrekvensen även om skivorna varken har PAL eller NTSC kompositfärg. Linjeantalet och delbildsfrekvensen definieras som EIA 525/60 eller CCIR 625/50. PAL och NTSC är endast de metoder som används för att överföra färg i utsändningen.

## Färgkodning
Grunderna i PAL och NTSC är väldigt lika; en kvadraturamplitudmodulerad bärvåg som bär krominansinformationen vilken läggs till luminansvideosignalen för att skapa en grundläggande kompositvideo. Frekvensen för denna bärvåg är 4,43361875 MHz för PAL jämfört med 3,579545 MHz för NTSC. SECAM å andra sidan, använder FM för dess två alternativa färgbärvågor 4,25000 MHz och 4,40625 MHz.
Namnet Phase Alternating Line beskriver hur fasen som en del av färginformationen i videosignalen är omvänd vid varje linje, vilket automatiskt korrigerar fasfel i signalens utsändning genom att ta ut dem, på bekostnad av den vertikala rutupplösningen. Linjer där färginformationen är omvänd jämfört med NTSC kallas ofta för PAL eller phase-alternation lines, vilket motiverar en av utökningarna av förkortningen, medan andra linjer kallas NTSC-linjer. Tidiga PAL-mottagare förlitade sig på brister i det mänskliga seendet för att kunna göra denna uteslutning, men detta resulterade i kamliknande effekter mer kända som Hanover Bars vid större fasfel. Även om de flesta mottagare nu använder en krominansfördröjningslinje, vilken lagrar den mottagna färginformationen i varje visningslinje; en större del av färginformationen från den föregående linjen och från den nuvarande linjen används för att driva bildröret. Effekten är den att fasfel leder till mättnadsskillnader, vilket är mindre obehagligt än motsvarande färgtonsförändringar hos NTSC. En mindre nackdel är att den vertikala upplösningen är sämre än NTSC-systemets, men eftersom det mänskliga ögat har en färgupptagning som är mycket mindre än dess ljusupptagning, blir denna effekt inte synlig. Hur som helst, har NTSC, PAL och SECAM alla mycket reducerad krominansbandbredd (horisontell färgdetalj) jämfört med luminanssignalen.

Spektrum från en System I TV-kanal med PAL.

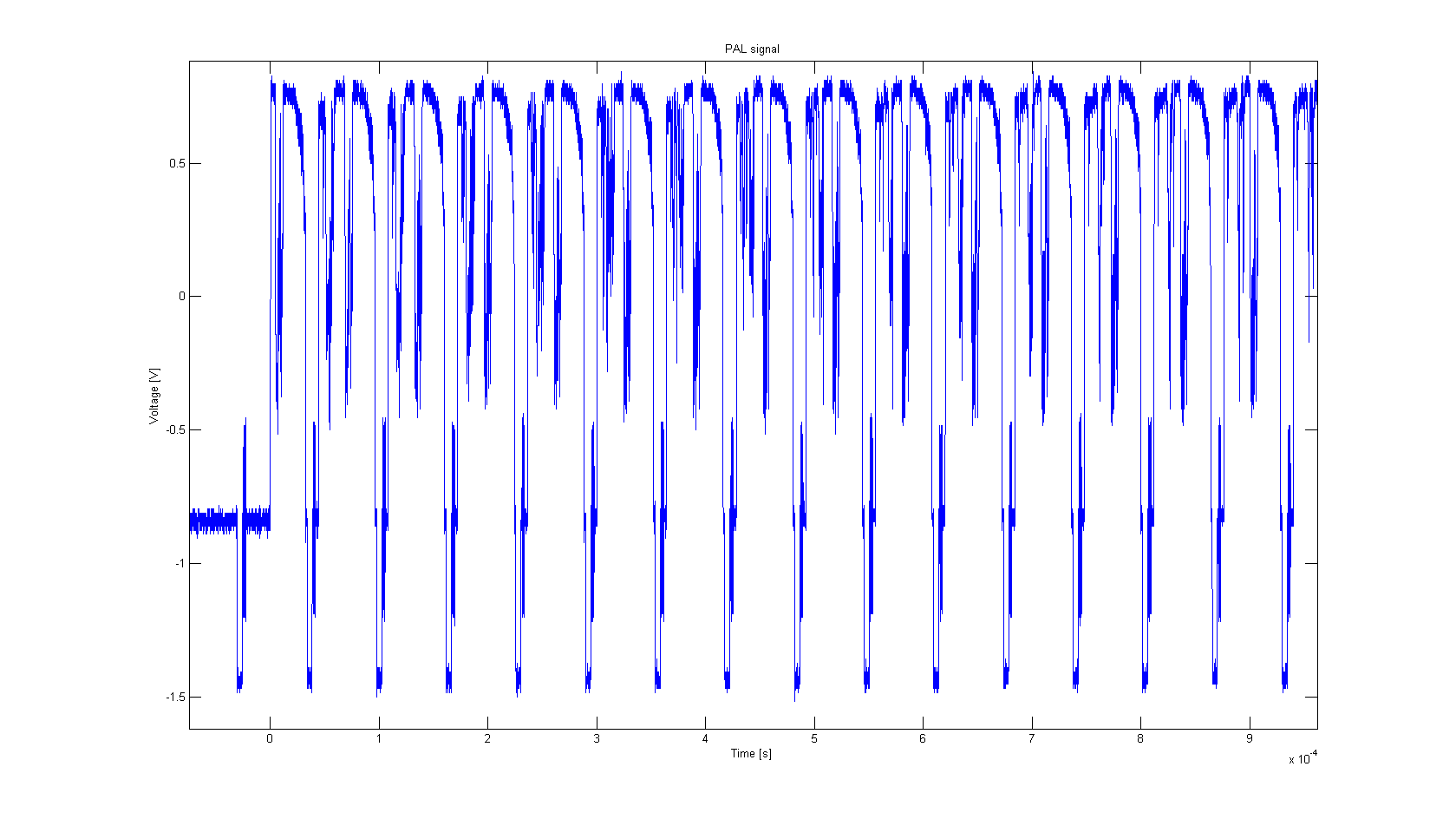
Oscillogram av en komposit PAL-signal, flera linjer.

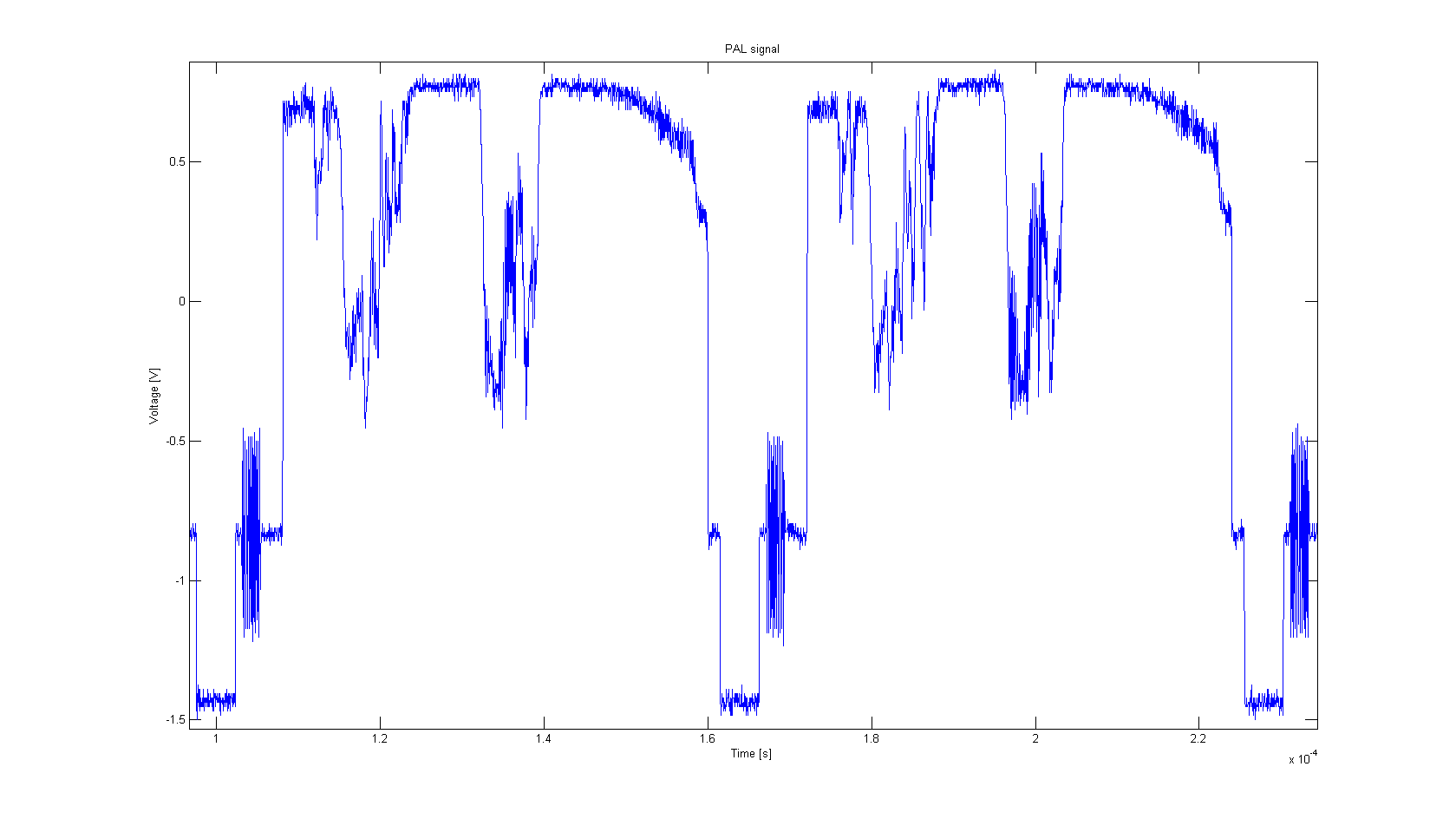
Oscillogram av en komposit PAL-signal, två linjer.

Färgbärvågens frekvens 4,43361875 MHz är ett resultat av 283,75 färgklockcykler per linje plus 25 Hz offset för att undvika interferenser. Eftersom linjefrekvensen är 15625 Hz, beräknas färgbärvågens frekvens enligt följande: 4,43361875 MHz = 283,75 * 15625 Hz + 25 Hz (625 linjer / 2). Den ursprungliga färgbärvågen behövs för att färgdekodern ska kunna återskapa färgskillnadssignalerna. Eftersom bärvågen inte sänds tillsammans med videoinformationen, måste den skapas lokalt i mottagaren. Förutsatt att fasen av denna lokalt genererade signal kan matcha den utsända informationen, läggs en 10 cyklers burst från färgbärvågen till videosignalen strax efter linjepulsen men före bildinformationen, under den s.k. deviation (deviationsburst). Denna färgburst är faktiskt inte i fas med den ursprungliga färgbärvågen men för den med 45 grader på udda linjer och fördröjer den med 45 grader på de jämna linjerna. Denna svängande burst möjliggör för färgdekoderkretsen att särskilja fasen från R-Y-vektorn vilken vänder varje linje.

## PAL jämfört med NTSC
NTSC-mottagare har en färgtonskontroll för att utföra färgkorrektion manuellt. Om detta inte justeras korrekt, kan färgerna bli felaktiga. PAL-standarden tar bort färgtonsfel automatiskt genom att utnyttja fasväxling av färgsignalen (se ovan), så en färgtonskontroll är helt överflödig. Krominansfasfel i PAL-systemet elimineras genom att använda en 1H fördröjningslinje vilket resulterar i något lägre mättnad, vilket är mindre noterbart för ögat än NTSC:s färgmättnadsfel.
Men växlingen av färginformation - Hanover Bars - kan leda till att bilden blir grynig med extrema fasfel även i PAL-systemet, om dekoderkretsen är felaktigt inställd, missanpassad eller om en dekoder av tidig design används (oftast för att övervinna royaltyrestriktioner). I de flesta fall uppstår inte sådana extrema fasfel. Denna effekt kan oftast skådas när utsändningen är dålig, oftast i tätbebyggda områden eller i kuperad terräng. Effekten är mer tydlig på UHF än VHF-signaler eftersom VHF-signaler tenderar att vara mer robusta.
På 1970-talet utvecklade några japanska tillverkare dekodersystem för att undvika betala royalty till Telefunken. Telefunkens licens täckte vilken avkodningsmetod som än byggde på den växlande bärvågens fas för att reducera fasfel. Detta inkluderade även väldigt enkla PAL-dekodrar som byggde på att det mänskliga ögat skulle jämna ut de udda/jämna linjefasfelen. En lösning var att använda en 1H fördröjningslinje för att tillåta avkodning av enbart de udda eller jämna linjer. Till exempel kunde krominanssignalen vid udda linjer bli växlad genom dekodern och även bli lagrad i fördröjningslinjen. Sen vid jämna linjer, kunde den lagrade udda linjen bli avkodad på nytt. Denna metod konverterade effektivt PAL till NTSC. Ett sådant system led av färgmättnadsfel och andra problem inbyggda i NTSC och krävde tillägget av en manuell färgmättnadskontroll.
- PAL och NTSC har något avvikande färgrymder, men färgdekodernas skillnader är ignorerade här.

PAL stödjer SMTPE 498.3 medan NTSC är kompatibelt med Europeiska radio- och TV-unionen (EBU) rekommendation 14
Frågan om ruthastighet och färgbärvågor ignoreras i denna tekniska beskrivning. Dessa tekniska detaljer spelar ingen avgörande roll (förutom som undersystem och fysiska parametrar) för signalens avkodning.

## PAL mot SECAM
SECAM var ett tidigt försök för kompatibel färgtelevision vilket även försöker lösa NTSC:s färgmättnadsproblem. Det gör även så genom att använda en annan metod för färgutsändning, nämligen växla utsändningen mellan U- och V-vektorerna och frekvensmodulation, medan PAL försöker förbättra NTSC.
SECAM-sändningar är mer robusta över längre distanser än NTSC och PAL. Men med hänsyn till frekvensmodulationens natur, förblir färgsignalen bibehållen, även vid reducerad amplitud, faktiskt även i monokroma delar av bilden, men blir utsatt för starkare korsfärger. Likt PAL behöver SECAM-mottagare en fördröjningslinje.

## Signaldetaljer för PAL
För PAL B/G har signalen följande egenskaper
| Parameter                                                                    | Värde              |
| ---------------------------------------------------------------------------- | ------------------ |
| Pixel klockfrekvens (digitala källor med 704 eller 720 aktiva Pixlar/Linjer) | 13,5 MHz           |
| Bandbredd                                                                    | 5 MHz              |
| Horisontell synkpolaritet                                                    | Negativ            |
| Total tid för varje linje                                                    | 64,000 µs          |
| Främre överbryggning (A)                                                     | 1,65 +0.4/-0,1 µs  |
| Synkpulslängd(B)                                                             | 4,7 ± 0,20 µs      |
| Bakre överbryggning (C)                                                      | 5,7 ± 0,20 µs      |
| Aktiv video (D)                                                              | 51,95 +0,4/-0,1 µs |

(Total horisontell synktid 12,05 µs)
Efter 0,9 µs sänds en 2,25±0.23 µs färgburst av 10±1 cykler. Max stig/falltider är 250±50 ns. Amplitud är 100% för vitt, 30% för svart, och 0% för synk.
Kompositvideons (CVBS) amplitud är 1,0 Vpp och en impedans på 75 Ω.
De vertikala tiderna är:
| Parameter                 | Värde            |
| ------------------------- | ---------------- |
| Vertikala linjer synliga  | 576 (625 total)  |
| Vertikala linjer osynliga | 49               |
| Vertikal synkpolaritet    | Negativ          |
| Delbildsfrekvens          | 50 Hz            |
| Synkpulslängd (F)         | 0,576 ms (burst) |
| Aktiv video (H)           | 18,4 ms          |

Kompositvideo (CVBS) signal använd i system M och N före sammanslagningen med en ljudbärvåg och modulation till en RF bärvåg.

(Total vertikal synktid 1,6 ms)
Eftersom PAL är sammanflätat, läggs varannan linje ihop för att göra en komplett bildruta.
Luminans, {\displaystyle Y}, är hämtat från rött, grönt, och blått ({\displaystyle R'G'B'}) signaler:
- {\displaystyle Y=0{\text{,}}299R'+0{\text{,}}587G'+0{\text{,}}114B'}

{\displaystyle U} och {\displaystyle V} används för utsändning krominans. Varje har en bandbredd på 1,3 MHz.
- {\displaystyle U=0{\text{,}}492(B'-Y)}
- {\displaystyle V=0{\text{,}}877(R'-Y)}

Komposit PAL-signal {\displaystyle =Y+U\sin(\omega t)+V\cos(\omega t)+}timing där {\displaystyle \omega =2\pi F_{SC}}.
Bärvågsfrekvens{\displaystyle F_{SC}} är 4,43361875 MHz (±5 Hz) för PAL-B/D/G/H/I/N.
Klockfrekvens: 14,8 MHz Bandbredd: 5,0 MHz
Horisontell synkpol. Negativ Totala tiden för varje line 64,000 µs
Front porch (A) 1,65 +0,4 -0,1 µs Linjesynkpulslängd (B) 4,7+-0,20 µs
Back porch (C) 5,7 +- 0,20 µs Aktiv video (D) 51,95 +0,4 -0,1 µs
(Total horisontell synktid 12,05 µs)
Efter 0,9 µs en 2,25+- 0,23 µs sänds en färgburst med 10 +- 1 cykel. För det mesta är tänd/släck-tiderna inom 250 +- 50 ns rymd. Amplituden är 100% för vit nivå (vit färg i en svartvit mottagare), 30 % för svart och 0 % för synk. Kompositvideo (CVBS) elektriska amplitud är Vpp 1,0 V med en impedans på 75 Ω.
Vertikala linjer 313 (625 totalt)
Vertikala linje synliga 288 (576 totalt)
Vertikal synkpol. Negativ (burst)
Vertikal frekv. 50 Hz Linjesynkpulslängd (F) 0,567 ms (burst)
Aktiv video 18,4 ms
(Total vertikal synktid 1,6 ms)
Sedan PAL är sammanflätat, varannan linjen läggs ihop för att skapa en komplett bildruta.
Luminans, Y, härrör från rött, grönt och blått (RGB)-signaler:
Y = 0,299R’ + 0,587G’ + 0,114B’
U och V används för att sända krominans. Var och en har en typisk bandbredd av 1,3 MHz.
U = 0,492(B’-Y)
V = 0,877(R’-Y)
Komposit PAL-signal = Y + Usin (ωt) +Vcos(ωt) + tid , där ω=2πFSc
Bärvågens frekvens Fsc är 4,3361875 MHz (±5 Hz) för PAL-B/D/G/H/I/N.
En intressant jämförelse kan göras med VGA-signalen, den mest noterbara skillnaden är den dubbla horisontella avsökningstiden och sättet det blandas på.
PAL-utsändningssystem. Denna tabell illustrerar skillnaderna.
|                | PAL B          | PAL G, H       | PAL I          | PAL D/K        | PAL M        | PAL N          |
| -------------- | -------------- | -------------- | -------------- | -------------- | ------------ | -------------- |
| Band           | VHF            | UHF            | UHF/VHF*       | VHF/UHF        | VHF/UHF      | VHF/UHF        |
| Rutor          | 50             | 50             | 50             | 50             | 60           | 50             |
| Linjer         | 625            | 625            | 625            | 625            | 525          | 625            |
| Aktiva linjer  | 576            | 576            | 582**          | 576            | 480          | 576            |
| Kanalbandbredd | 7 MHz          | 8 MHz          | 8 MHz          | 8 MHz          | 6 MHz        | 6 MHz          |
| Videobandbredd | 5,0 MHz        | 5,0 MHz        | 5,5 MHz        | 6,0 MHz        | 4,2 MHz      | 4,2 MHz        |
| Färgbärvåg     | 4,43361875 MHz | 4,43361875 MHz | 4,43361875 MHz | 4,43361875 MHz | 3,575611 MHz | 3,58205625 MHz |
| Ljudbärvåg     | 5,5 MHz        | 5,5 MHz        | 6,0 MHz        | 6,5 MHz        | 4,5 MHz      | 4,5 MHz        |

*System I har aldrig använts på VHF i Storbritannien.

** Storbritanniens anammande av 582 aktiva linjer har ingen nämnvärd betydelse på varken system I-mottagare eller icke system I källmaterial eftersom de extra linjerna inte är inom det normala visningsfältet och innehåller ändå ingenting i de andra standarderna All Digital-TV-sändning och digitala inspelningar (till exempel DVD) anpassas till 576 aktiv linjestandard.

### PAL B/G/D/K/I
Majoriteten av de länder som använder PAL har en TV-standard med 625 linjer och 25 rutor per sekund, skillnaderna rör ljudbärvågen och kanalbandbredden.
B/G-standarden är mest använd i Västeuropa, I-standarden i Storbritannien, Irland, Hongkong och Macau, D/K-standarden i större delen av centrala och östra Europa och D-standarden i fastlands-Kina. De flesta CCTV-kamerorna har D-standarden.
7 MHz-kanaler används ofta på VHF (B. D) och 8 MHz-kanaler på UHF (G,K,I), även om Australien använde 7 MHz-kanaler på UHF och Irland använder 8 MHz-kanaler på VHF.

### PAL-M standard (Brasilien)
I Brasilien används PAL tillsammans med 525-linjers, 29,97 rutor/sek. system M, som använder (väldigt nära) NTSC:s färgbärvågsfrekvens. Den exakta färgbärvågsfrekvensen för PAL-M är 3,575611 MHz. 
Nästan alla andra länder som använder system M använder NTSC.
PAL-färgsystemet (antingen grundsignal eller något RF-system, med den normala bärvågen på 4,43 MHz olikt PAL-M) kan också appliceras på en NTSC-liknande 525-linjers /480i)-bild för att skapa vad som ofta kallas ”PAL-60” (ibland ”PAL-60/525” eller ”Pseudo PAL”). PAL-M (en utsändningsstandard) ska inte förväxlas med ”PAL-60” (ett videouppspelningsformat - se nedan).

### PAL- Nc
I Argentina, används PAL-Nc varianten (kombination N). Den tillämpar 625 linjer / 50 rutor per sekund likt PAL-B/G, D/K, H, I men med en krominansbärvågsfrekvens på 3,582 MHz. VHS-band inspelade från en PAL-Nc eller en PAL-B/G, D/K, H, I är omöjliga att skilja åt på grund av den nedkonverterade bärvågen på bandet är den samma.

### PAL-N
I Paraguay och Uruguay, används standarden 625/50, men återigen (väldigt nära) NTSC:s bärvågsfrekvens.
- PAL-N ska inte ses som en större inkompatibel version av PAL-systemet, endast valet av färgbärvåg är annorlunda.

En VHS inspelad från TV (eller släppt) i Europa kommer att kunna spelas upp i färg i vilken PAL-N VCR och PAL-N TV i Argentina, Paraguay och Uruguay som helst. 
Det samma gäller om något band är inspelat i Argentina eller Uruguay från en PAL-N TV-utsändning, kan skickas till vem som helst i något europeiskt land som använder PAL (och Australien/Nya Zeeland osv) och det kommer att visa färg. Det kommer även att kunna spelas upp med framgång i Ryssland och andra SECAM-länder, eftersom USSR antog PAL-kompatibilitet 1985 - detta har visat sig vara väldigt praktiskt för videosamlare.
Människor i Uruguay, Argentina och Paraguay äger oftast TV-mottagare som även kan visa NTSC-M, som ett tillägg till PAL-N. Direct TV sänder även lämpligen i NTSC-M för Nord-, Central-, och Sydamerika. De flesta DVD-spelare som säljs i Argentina, Uruguay och Paraguay kan även spela PAL-skivor, men detta matas oftast ut i den europeiska varianten (färgbärvåg 4,433618 MHz), så människor som äger en TV-mottagare som bara fungerar med PAL-N (oftast tillsammans med NTSC-M) kommer att få titta på dessa PAL DVD-importer i svartvitt eftersom färgbärvågen i TV-mottagaren är inställd för PAL-N varianten 3,582056 MHz.
I de fall en VHS- eller DVD-spelare fungerar i PAL (och inte i PAL-N) och TV-mottagaren fungerar i PAL-N (och inte i PAL), finns det två möjligheter:
Bilderna får man antingen se i svartvitt, eller införskaffa en billig konverterare (PAL → PAL-N) för att kunna se i färg.
Vissa DVD-spelare (oftast mindre kända märken) inkluderar en intern omkodare så att signalen kan bli matad ut i NTSC-M, med något förlorad videokvalitet p.g.a. systemets konvertering från 625/50 PAL DVD-skiva till NTSC 525/60 utgående format. Några få DVD-spelare sålda i Argentina, Uruguay och Paraguay tillåter även en signalutgång från NTSC-M, PAL eller PAL-N. Om så är fallet, kan en PAL-skiva (importerad från Europa) spelas upp på en PAL-N TVG eftersom det är inga fält/linje-konverteringar, generellt är kvaliteten utmärkt. Utökade möjligheter i PAL-specifikationen, till exempel Teletext (text-TV), är infört rätt så annorlunda i PAL-N. PAL-N stödjer ett modifierat 608 stängt bildtextningsformat som är designat för att förenkla kompatibilitet med innehåll ursprungligen från NTSC liggande på linje 18, och ett modifierat text-TV format som kan uppta flera linjer.

### PAL L
PAL L (Phase Alternating Line med L-ljudsystemet) standarden använder ”PAL” videostandard, vilket är den samma som PAL-B/G/H (625 linjer, 50 Hz uppdateringsfrekvens, 15,625 kHz linjehastighet) bortsett från att det använder 6 MHz bandbredd istället för 5,5 MHz - detta har lett till att lyfta ljudbärvågen till 6,5 MHz. När System L används tillsammans med SECAM, är ljudbärvågen amplitudmodulerad, men tillsammans med PAL utnyttjas FM-ljudsystemet. Ljud-offset i B och G är +5,5 MHz, men i L är offseten +6,5 MHz - och i en lekmans termer, PAL L är PAL B/G med AM-modulation (utökad positiv modulation). 8 MHz kanalutrymme används i PAL-L.

### System A
BBC testade i sitt 405 linjers monokroma system alla tre färgstandarderna inklusive PAL, innan beslutet togs att överge 405 linjerssystemet och enbart sända i 625/System I.

### PAL interoperabilitet
PAL-färgsystemet används oftast med ett videoformat som har 625 linjer per ruta (576 synliga linjer, resten används för annan information såsom synkdata och bildtextning) och en uppdateringsfrekvens på 50 sammanflätade linjer per sekund (egentligen 25 fulla rutor per sekund), såsom systemen B, G, H, I och N (se även televisionssystem för tekniska detaljer för varje format).
Några länder i Östeuropa vilka tidigare använde SECAM med systemen D och K har växlat över till PAL men lämnat skillnaderna i videosystemet oförändrade.
Några europeiska länder har bytt helt från SECAM D/K till PAL B/G..
Den radiofrekvensmodulerade signalen (RF) som åstadkommits med en modulator eller TV-antenn är skillnaden mellan system I, D/H och PAL B/G ljudets bärvågsfrekvens. Dessa system använder olika frekvens för ljudets bärvåg, så att en missanpassning i modulationsinställningarna eller med en importerad TV, blir det normalt en perfekt färgvideo, men troligen inget ljud. En del TV-mottagare och mottagare i VHS-bandspelare har flera parallella filter eller är utbytbara för 6 MHz, 5,5 MHz, 6,5 MHz, eller 4,5 MHz ljudbärvåg. NICAM är ett möjligt tillägg med en bärvåg på 6,5 MHz som innehåller digitalt stereoljud, i 6,0 MHz PAL-I system. Tyskland använder två separata analoga ljudbärvågor i PAL B/G. (Stereo FM Radio använder en monosignal med en DSBSC V-H ljud centrerad på 38 kHz med en 19 kHz pilotton för att hjälpa avkodningen. Följaktligen ger det tyska ”Zweikanalton” och NICAM bättre återgivning än FM-radio).

### Multisystem PAL stöd och ”PAL 60”
Nyligen tillverkade PAL-TV-mottagare kan avkoda alla system, bortsett från, i vissa fall PAL M och PAL-N. Många mottagare kan också ta emot SECAM från Östeuropa och Mellanöstern, dock sällan franska SECAM-sändningar (eftersom Frankrike använder en unik positiv videomodulation) så till vida de inte är tillverkade för den franska marknaden. De kommer att visa korrekt CVBS eller S-Video SECAM-signaler. Många kan även acceptera basband NTSC-M till exempel från en videobandspelare eller en spelkonsol, och RF-modulerad NTSC med PAL-standard ljudbärvåg (egentligen från en modulator), men vanligen inte utsänd NTSC (eftersom dess 4,5 MHz ljudbärvåg inte stöds). Många mottagare stödjer NTSC med en 4,43 MHz bärvåg.
Många videobandspelare sålda i Europa från 1990-talet och framåt kan spela upp NTSC band/skivor. När detta läge används, ger inte de flesta mottagare en riktig (625/25) PAL-signal ut utan snarare en hybrid bestående av den ursprungliga NTSC linjestandarden (525/30) men med färgen konverterad till PAL 4,43 MHz - detta kallas ”PAL 60” (eller pseudo PAL) där ”60” står för 60 Hz (för 525/30), istället för 50 Hz (för 625/25). En del TV-spelskonsoler skickar även ut en signal i detta läge. De flesta nya TV-mottagare kan visa en sådan signal korrekt men en del kommer att göra det (om ens över huvud taget) i svart/vitt med/eller flimmer/rullande i bildens nederkant, eller rullande bild (trots det, kan många äldre TV-mottagare visa bilden korrekt förutsatt att man justerar V-hålla och V-höjd-knapparna - förutsatt att de har dem). Vissa TV-mottagarkort eller videomottagarkort stödjer detta läge (även om mjukvara/drivrutinmodifiering kan behövas och tillverkarnas specifikationer kan vara oklara). En ”PAL 60” signal liknar en NTSC (525/30) signal men med den vanliga PAL-krominansbärvågen på 4,43 MHz (istället för 3,58 MHz som med NTSC och Sydamerikanska varianter) och med den PAL-specifika fasvändningen av röd färgskillnad mellan linjerna. De flesta europeiska DVD-spelarna ger ut en riktig NTSC-M signal när de spelar upp NTSC-skivor, vilket många moderna europeiska TV-mottagare kan ta emot.

## Länder och områden som använder PAL
Över 120 länder och områden använder eller har använt det marksända PAL-systemet. Många av dessa länder håller på att övergå från marksänd PAL till DVB-T (PAL används fortfarande i kabel-TV nät eller tillsammans med en digital standard till exempel DVB-C).

### PAL B, G, D, K or I
| - Afghanistan - Albanien (DVB-T introduktion började 2004) - Angola - Ascension (PAL-sändningar kommer att upphöra 2012, samsändning i DVB-T) - Australien (DVB-T introduktionen började 2001, PAL-B kommer att upphöra till förmån för DVB-T 2013) - Bahrain (DVB-T introduktion utvärderas för närvarande) - Bangladesh - Bosnien och Hercegovina - Botswana - Brunei - Bulgarien (övergick från SECAM 1994–1996) (planerar att övergå till DVB-T 2012[uppföljning saknas], men sådana sändningar finns för närvarande bara i Sofia) - Chile Chile antog NTSC-M och det kommer nu att överges till förmån för ISDB-T) - Cooköarna (se Nya Zeeland) - Cypern - Tjeckien (övergick från SECAM 1992–1994) (DVB-T introduktionen började 2006, PAL kommer att överges till förmån för DVB-T 2012) - Östtimor - Egypten (övergick från SECAM 1990–1992) - Eritrea - Etiopien - Falklandsöarna (Endast UHF) - Fiji - Gambia - Georgien (använde SECAM, övergick helt och hållet till PAL-D/K under 2000-talet) - Tyskland (Östtyskland använde SECAM men efter den tyska återföreningen övergick man till PAL natten mellan 14 och 15 december 1990. PAL-sändningar upphörde i slutet av 2008; DVB-T introduktionen började 2003) - Ghana - Gibraltar - Grekland (Statliga TV:n Ellinikí Radiphonía Tileórassi övergick från SECAM ca. 1992- privata kanaler använder PAL sedan deras lansering 1989 - DVB-T introduktionen började 2006.) - Guinea-Bissau - Guinea - Hong Kong (PAL-I, DMB-T/H introducerat sedan 31 december 2007, PAL-I sändningar planeras att upphöra 2015)[uppföljning saknas] - Island - Indien - Indonesien (PAL-sändningar kommer att upphöra 2018;[uppföljning saknas] samsändning i DVB-T sedan 2008) - Iran - Irak (DVB-T introduktion just nu under utredning) - Irland (Väldigt hög frekvens och UHF) - Israel (PAL-sändningarna började släckas ned 31 mars 2011 och fullbordades 13 juni 2011; övergick DVB-T) - Italien (PAL-sändningar kommer att upphöra 2012, redan upphört i vissa provinser övergår för närvarande till DVB-T) - Jemen (DVB-T introduktion under utvärdering) - Jordanien (DVB-T introduktion under utvärdering) - Julön (se Australien) - Kamerun - Kap Verde - Kenya - Kina (PAL-D, digital-TV DMB-T/H) - Kosovo - Kroatien (PAL-sändningar upphörde i slutet av 2010; sänder nu i DVB-T, introduktionen skedde 2005) - Kuwait - Laos - Libanon (DVB-T introduktion under utvärdering) - Lesotho - Liberia - Liechtenstein - Litauen (övergick från SECAM 1997–1999; PAL övergavs den 29 oktober 2012, samsändning i DVB-T) - Macau (PAL-I, digitala sändningar i DMB-T/H) | - Malawi - Malaysia (Preliminära DVB-T testsändningar upphört, ytterligare provsändningar är planerade. Digital-boxar och Digital-TV finns ännu inte att köpa, men USB DVB-T mottagare för att titta genom dator finns tillgängligt nu. Planerar att upphöra med PAL-sändningar 2015.[uppföljning saknas]) - Maldiverna - Marocko - Moldavien - Montenegro - Moçambique - Namibia - Nepal - Nederländerna (Sänder nu i DVB-T) - Nordmakedonien (PAL-sändningar upphör 2012; DVB-T introduktionen började 2005)[uppföljning saknas] - Nya Zeeland (PAL-sändningarna upphör 2012–2017[uppföljning saknas], samsändning i DVB-S (sedan 2007) & (DVB-T rullas gradvis ut sedan 2008 med början i större städer) - Nigeria - Norfolkön (se Australien) - Nordkorea - Oman (DVB-T introduktion under utvärdering) - Pakistan - Palestina (Gaza & Västbanken, DVB-T i introduktion under utvärdering) - Papua Nya Guinea - Polen (övergick från SECAM 1993–1995; PAL-sändningar upphör 2013; övergår till DVB-T) - Portugal, inklusive Madeira och Azorerna (PAL upphör helt 2011, DVB-T samsändning sedan 2007) - Qatar (DVB-T introduktion under utvärdering) - Rumänien (PAL-sändningar upphör 2010–2011; övergår f.n. till DVB-T sedan tidigt 2007) - Samoa (Samoa övergår till NTSC och kanske till ATSC) - Saudiarabien - Serbien (DVB-T introduktion började 2005, PAL-sändningar upphör 2015) - Seychellerna - Sierra Leone - Singapore (DVB-T introduktionen började 2004, PAL överges helt 2015-2020) - Slovakien (övergick från SECAM 1992–1994; PAL överges helt 2012, övergår till DVB-T) - Salomonöarna - Somalia - Storbritannien endast (UHF, PAL-sändningar överges helt 2012, redan släckt i vissa provinser. Samsändning i DVB-T. DVB-T introduktionen började 1998, DVB-T2 tillagd från 2009.) - Sverige Övergick 2005 till DVB-T, men PAL används dock än idag i Sverige. - Sydafrika (PAL överges helt 2013, övergår till DVB-T) - Sydsudan - Sri Lanka - Sudan - Swaziland - Syrien - Tanzania - Thailand - Tonga (Tonga övergår till NTSC och kanske ATSC) - Tristan da Cunha - Tunisien - Turkiet - Uganda - Ukraina (tillsammans med SECAM) - Ungern (övergick från SECAM 1995–1996; PAL kommer att upphöra 31 december 2014; övergår till DVB-T) - Vanuatu - Vatikanstaten - Vietnam - Zambia - Zanzibar - Zimbabwe |

### PAL-M
- Brasilien (samsändning med digitalt format i SBTVD-T, uppgradering till ISDB-T, började i december 2007. PAL-sändningar pågår fram till 2016)

### PAL-N
- Argentina (H264 video över ISDB-T, vid 576i@50 Hz (SD) eller 1080i@50 Hz (HD))
- Paraguay
- Uruguay (kommer att använda ISDB-T, inget datum fastslått än)

### Länder och områden som har använt PAL
| Land          | Övergick till | Övergången klar   |
| ------------- | ------------- | ----------------- |
| Andorra       | DVB-T         | 25 september 2007 |
| Belgien       | DVB-T         | 1 mars 2010       |
| Danmark       | DVB-T         | 1 november 2009   |
| Estland       | DVB-T         | 1 juli 2010       |
| Finland       | DVB-T         | 1 september 2007  |
| Israel        | DVB-T         | 13 juni 2011      |
| Kroatien      | DVB-T         | 5 oktober 2010    |
| Lettland      | DVB-T         | 1 juni 2010       |
| Litauen       | DVB-T         | 29 oktober 2012   |
| Luxemburg     | DVB-T         | 1 september 2006  |
| Malta         | DVB-T         | 31 oktober 2011   |
| Nederländerna | DVB-T         | 14 december 2006  |
| Norge         | DVB-T         | 1 december 2009   |
| Slovenien     | DVB-T         | 1 december 2010   |
| Spanien       | DVB-T         | 3 april 2010      |
| Sverige       | DVB-T         | 29 oktober 2007   |
| Schweiz       | DVB-T         | 26 november 2007  |
| Österrike     | DVB-T         | 7 juni 2011       |